# 皇后店村
皇后店位于中国北京市海淀区的西北旺镇（原永丰乡），海淀区的北部，邮政编码：100094。其西部靠近大牛房，东部靠近小牛房，北接刘庄子跟张庄子，南与辛庄为邻。此地的地名及历史由来已久，可追逆到金朝和其后的元明清三个朝代。

## 村镇历史
金代建村，原为金代皇后在此圈用的奁妆田，叫皇后田，后没过多久改今名。元代时，此地曾是元大都（北京）通往蒙古大道的必经之路和重要路站。

## 交通
有北京公交线路447路，位于皇后店路上（城市学院校门口对面），为皇后店总站，可到城铁上地站。以及384路汽车，站点位于皇后店路以东的友谊路上（小牛房村以西，北清路西北方向），为皇后店西站，可至中关村、人民大学方向。

## 附近学校
该村周边有北京城市学院的分校区，叫航天城校区或城北校区、皇后店校区。

## 相关
- 北京市
- 海淀区
- 海淀区行政区划
- 西北旺地区